# 윈도우 에센셜 비즈니스 서버 2008
윈도우 에센셜 비즈니스 서버 2008(Windows Essential Business Server 2008, 코드명 Centro)은 중간 규모 기업(최대 300명의 사용자 및 장치)을 위한 마이크로소프트의 서버 제품이었다. 2008년 9월 15일에 제조에 출시되었으며 2008년 11월 12일에 공식 출시되었다. 2010년 6월 30일에 중단되었다.

## 개요
윈도우 서버 2008 코드베이스를 기반으로 구축되었으며 스탠더드와 프리미엄의 두 가지 버전이 있다. 스탠더드 에디션에는 세 개의 윈도우 서버 2008 x64 스탠더드 서버와 그 위에 마이크로소프트 익스체인지 2007, 마이크로소프트 시스템 센터 에센셜, 마이크로소프트 포어프론트 시큐리티 포 익스체인지 서버 및 포터프론트 스레트 매니지먼트 게이트웨이(미디엄 비즈니스 에디션)가 포함되어 있다. 프리미엄 에디션에는 또 다른 윈도우 서버 2008 스탠더드 에디션과 마이크로소프트 SQL 서버 2008 스탠더드 데이터베이스 소프트웨어가 추가된다.
마이크로소프트에 따르면 에센셜 비즈니스 서버에는 관리되는 클라이언트 및 서버 모음을 모니터링하고 관리할 수 있는 단일 관리/관리 콘솔이 있다. 타사 소프트웨어도 동일한 콘솔을 활용하여 소프트웨어에 관리 인터페이스를 제공할 수 있다. CA 테크놀로지스와 시만텍은 각각 CA ARCserve Backup, Backup Exec 및 Symantec Endpoint Protection 제품에 관리 콘솔을 사용한다. 에센셜 비즈니스 서버에는 IT가 회사 클라이언트 컴퓨터 및 아웃룩 웹 앱에 대한 보안이 강화된 원격 액세스를 쉽게 설정할 수 있는 기본 기능인 원격 웹 작업 공간도 포함되어 있다.
2010년 3월 5일, 마이크로소프트는 제품 수요 부족으로 인해 2010년 6월 30일 이후 에센셜 비즈니스 서버 제공을 중단했다고 발표했다. 마이크로소프트는 필수 비즈니스에서 독립형 윈도우 서버 2008 R2, 익스체인지 서버 2010, 시스템 센터 에센셜 2010, 포어프론트 시큐리티 포 익스체인지 서버 2010 및 포어프론트 스레트 매니지먼트 게이트웨이 2010을 사용할 것을 권장했다.
2010년 6월 30일부터 2010년 12월 31일까지 마이크로소프트는 현재 에센셜 비즈니스 서버 고객에게 윈도우 서버 2008 스탠더드, 시스템 센터 에센셜 2007 및 익스체인지 서버 2007의 독립 실행형 제품을 무료로 제공했다(세금 및 배송료 적용).

## 같이 보기
- 윈도우 서버 에센셜